# Майсторовичи
Майсторовичи (серб. Мајсторовићи / Majstorovići) — село в общине Власеница Республики Сербской Боснии и Герцеговины. Население составляет 53 человека по переписи 2013 года.